# Gaius Erucianus Silo
Gaius Erucianus Silo war ein im 2. Jahrhundert n. Chr. lebender römischer Politiker.
Durch Militärdiplome, die auf den 2. Juli 110 datiert sind, ist belegt, dass Silo 110 zusammen mit Lucius Catilius Severus Suffektkonsul war. Darüber hinaus werden die beiden Konsuln auch in den Fasti Ostienses aufgeführt.